# Salina (Kansas)
Salina – miasto w stanie Kansas, w hrabstwie Salina, położone nad rzeką Smoky Hill. Miasto liczyło w 2000 roku 45 729 mieszkańców.
Salina leży w pobliżu wzgórz Smoky Hills na Wielkich Równinach około 9,7 km na zachód od ujścia rzeki Saline do Smoky Hill. Obie te rzeki przepływają w granicach miasta wraz z dopływem Saline, strumieniem Mulberry Creek.
Miasto znajduje się w pobliżu przecięcia autostrad międzystanowych nr 70 i 135.
W Salina istnieje lotnisko z pasem startowym o długości 3750 m. Z lotniska wystartował Virgin Atlantic GlobalFlyer, na pokładzie którego Steve Fossett dokonał lotu dookoła świata bez lądowania w dniach 28 lutego 2005 - 3 marca 2005.
Siedziba diecezji rzymskokatolickiej. 